# Qualificazioni al campionato mondiale di calcio 2006 - UEFA (gruppo 3)

## Classifica
| Squadra       | Pt | G  | V | N | P  | GF | GS | DR  |
| ------------- | -- | -- | - | - | -- | -- | -- | --- |
| Portogallo    | 30 | 12 | 9 | 3 | 0  | 35 | 5  | +30 |
| Slovacchia    | 23 | 12 | 6 | 5 | 1  | 24 | 8  | +16 |
| Russia        | 23 | 12 | 6 | 5 | 1  | 23 | 12 | +11 |
| Estonia       | 17 | 12 | 5 | 2 | 5  | 16 | 17 | -1  |
| Lettonia      | 15 | 12 | 4 | 3 | 5  | 18 | 21 | -3  |
| Liechtenstein | 8  | 12 | 2 | 2 | 8  | 13 | 23 | -10 |
| Lussemburgo   | 0  | 12 | 0 | 0 | 12 | 5  | 48 | -43 |

## Risultati
| Bratislava 18 agosto 2004 | Slovacchia | 3 – 1 | Lussemburgo |  |

| Vaduz 18 agosto 2004 | Liechtenstein | 1 – 2 | Estonia |  |

| Riga 4 settembre 2004 | Lettonia | 0 – 2 | Portogallo |  |

| Mosca 4 settembre 2004 | Russia | 1 – 1 | Slovacchia |  |

| Tallinn 4 settembre 2004 | Estonia | 4 – 0 | Lussemburgo |  |

| Leiria 8 settembre 2004 | Portogallo | 4 – 0 | Estonia |  |

| Lussemburgo 8 settembre 2004 | Lussemburgo | 3 – 4 | Lettonia |  |

| Bratislava 8 settembre 2004 | Slovacchia | 7 – 0 | Liechtenstein |  |

| Bratislava 9 ottobre 2004 | Slovacchia | 4 – 1 | Lettonia |  |

| Vaduz 9 ottobre 2004 | Liechtenstein | 2 – 2 | Portogallo |  |

| Lussemburgo 9 ottobre 2004 | Lussemburgo | 0 – 4 | Russia |  |

| Lisbona 13 ottobre 2004 | Portogallo | 7 – 1 | Russia |  |

| Lussemburgo 13 ottobre 2004 | Lussemburgo | 0 – 4 | Liechtenstein |  |

| Riga 13 ottobre 2004 | Lettonia | 2 – 2 | Estonia |  |

| Krasnodar 17 novembre 2004 | Russia | 4 – 0 | Estonia |  |

| Vaduz 17 novembre 2004 | Liechtenstein | 1 – 3 | Lettonia |  |

| Lussemburgo 17 novembre 2004 | Lussemburgo | 0 – 5 | Portogallo |  |

| Tallinn 26 marzo 2005 | Estonia | 1 – 2 | Slovacchia |  |

| Vaduz 26 marzo 2005 | Liechtenstein | 1 – 2 | Russia |  |

| Bratislava 30 marzo 2005 | Slovacchia | 1 – 1 | Portogallo |  |

| Riga 30 marzo 2005 | Lettonia | 4 – 0 | Lussemburgo |  |

| Tallinn 30 marzo 2005 | Estonia | 1 – 1 | Russia |  |

| Lisbona 4 giugno 2005 | Portogallo | 2 – 0 | Slovacchia |  |

| Tallinn 4 giugno 2005 | Estonia | 2 – 0 | Liechtenstein |  |

| San Pietroburgo 4 giugno 2005 | Russia | 2 – 0 | Lettonia |  |

| Riga 8 giugno 2005 | Lettonia | 1 – 0 | Liechtenstein |  |

| Lussemburgo 8 giugno 2005 | Lussemburgo | 0 – 4 | Slovacchia |  |

| Tallinn 8 giugno 2005 | Estonia | 0 – 1 | Portogallo |  |

| Vaduz 17 agosto 2005 | Liechtenstein | 0 – 0 | Slovacchia |  |

| Riga 17 agosto 2005 | Lettonia | 1 – 1 | Russia |  |

| Faro-Loule 3 settembre 2005 | Portogallo | 6 – 0 | Lussemburgo |  |

| Mosca 3 settembre 2005 | Russia | 2 – 0 | Liechtenstein |  |

| Tallinn 3 settembre 2005 | Estonia | 2 – 1 | Lettonia |  |

| Mosca 7 settembre 2005 | Russia | 0 – 0 | Portogallo |  |

| Vaduz 7 settembre 2005 | Liechtenstein | 3 – 0 | Lussemburgo |  |

| Riga 7 settembre 2005 | Lettonia | 1 – 1 | Slovacchia |  |

| Aveiro 8 ottobre 2005 | Portogallo | 2 – 1 | Liechtenstein |  |

| Mosca 8 ottobre 2005 | Russia | 5 – 1 | Lussemburgo |  |

| Bratislava 8 ottobre 2005 | Slovacchia | 1 – 0 | Estonia |  |

| Bratislava 12 ottobre 2005 | Slovacchia | 0 – 0 | Russia |  |

| Porto 12 ottobre 2005 | Portogallo | 3 – 0 | Lettonia |  |

| Lussemburgo 12 ottobre 2005 | Lussemburgo | 0 – 2 | Estonia |  |